# 上清宮 (臺北市)
上清宮位於台灣台北市北投區復興三路230巷，為主祀鴻鈞老祖之道教廟宇。該廟興建於1955年，今為位於台北陽明山之仿古廟宇建築。另外，該廟宇的組織型態為管理人制，祭典日期則是每年農曆之五月初五。
上清宮並不對外開放參觀。